# Saint-Michel-de-Plélan

Saint-Michel-de-Plélan este o comună în departamentul  Côtes-d'Armor, Franța. În 1 ianuarie 2022 avea o populație de 320 de locuitori.